# Toro (araldica)
In araldica il toro furioso simboleggia l'animo indomito, mentre se è passante è indice di lavoro forte e tenace. Quando è accompagnato da stelle denota una famiglia fiera ma soggetta alle leggi divine; se attraversa un albero simboleggia agricoltura, se attraversa una spiga di grano simboleggia invece lavoro produttivo.
Il toro si distingue dal bove per avere la coda rivolta sul dorso, mentre quello la porta pendente.
Spesso il toro compare come sostegno dello scudo e talvolta se ne rappresenta solo la testa.

Toro fermo (Osterholz-Scharmbeck, Germania)
Toro passante (Turek, Polonia)
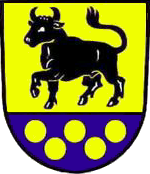
Toro passante (Marnitz, Germania)
Toro marciante (Songavazzo)
Toro furioso (stemma di Torino)
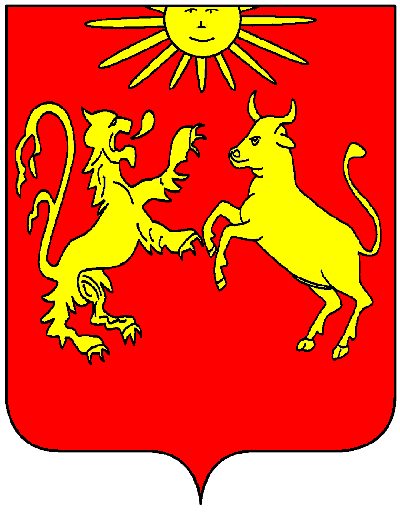
Leone e toro rampanti, affrontati e combattenti (famiglia Armolis, Francia)
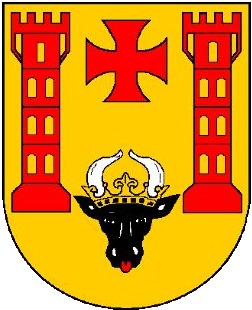
Testa di toro di fronte, coronata e sormontata da una crocetta (Malchin, Germania)
Testa di toro (Canton Uri, Svizzera)